# 제주 비양도 어선 침몰 사고
제주 비양도 어선 침몰 사고 는 2024년 11월 8일 오전 4시 33분 제주특별자치도 비양도 북서쪽 24㎞ 해상에서 129톤 규모 '135 금성호'가 침몰한 사건이다.
2024년 11월 9일 실종자 중 한명(60대 갑판장)이 사망한채 발견되었다.
2024년 11월 11일 실종자 중 한명(60대 선원)을 발견되였다.